# Jałos Jałta
Jałos Jałta (ukr. Футбольний клуб «Ялос» Ялта, Futbolnyj Kłub "Jałos" Jałta; ros. «Ялос» Ялта, krym. "Yalos" Yalta) – ukraiński klub piłkarski z siedzibą w Jałcie w Republice Autonomicznej Krymu. Założony w roku 2005.
W sezonie 2005/2006 występował w rozgrywkach ukraińskiej Drugiej Lihi.

## Historia
Chronologia nazw:
- ???—???: Czajka Jałta (ukr. «Чайка» Ялта)
- 2005—2006: Jałos Jałta (ukr. «Ялос» Ялта)
- 2007—2008: Rekord+ Jałta (ukr. «Рекорд+» Ялта)

W 2005 roku z inicjatywy Anatolija Zajajewa został założony klub Jałos Jałta. Jeszcze wcześniej miasto reprezentował klub pod nazwą Czajka Jałta. Klub zgłosił się do rozgrywek w Drugiej Lidze. Trenerem został Ołeksandr Hajdasz. Wyniki debiutu: 4 miejsce w sezonie 2005/06. Jednak po zakończeniu sezonu miejska władza straciła interes do klubu i on został pozbawiony statusu klubu profesjonalnego.
W 2007 próbowano reaktywować klub. Jako drużyna amatorska pod nazwą Rekord+ Jałta startowała w mistrzostwach Krymu w piłce nożnej. W 2008 roku również występowała w mistrzostwach krymu, ale potem zespół z przyczyn finansowych został rozwiązany.

## Sukcesy
- 4 miejsce w Drugiej Lidze: 2006
- 1/16 finału Pucharu Ukrainy: 2006

## Inne
- Żemczużyna Jałta